# Ćunski
Ćunski (olaszul: Chiusi Lussignano) falu Horvátországban, Tengermellék-Hegyvidék megyében. Közigazgatásilag Mali Lošinjhoz  tartozik.

## Fekvése
Lošinj szigetének középső részén Mali Lošinj városától légvonalban 8 km-re északnyugatra, Osortól 12 km-re délre, a szigetet átszelő főút mellett, a sziget keleti partjától 500 méterre egy 80 méter magas dombon fekszik. Itt található a ćunski mező a sziget legnagyobb egybefüggő termőterülete. A sziget itt szélesedik ki a legjobban, ezért ide építették kis gépek leszállására alkalmas repülőterét is. A falu alatti útról turistaút vezet fel az Osoršćica-hegyre. A falu Cres és mali Lošinj felől is megközelíthető autóbusz járattal. A település két strandja a Liski és a Liska Slatina a sziget nyugati partján található, mindkettőhöz makadámút vezet le. Keleti partjával szemben található a kis lakatlan Veli Osir sziget. A falu közelében délre található a népszerű Artatore üdülőtelep.

## Története
A mai falu egy bronzkori erődített település alapjaira épült. A határában fekvő termékeny mező sok helyi lakos tartott el és a település a századok során mai méretére fejlődött. A gabonamezők, gyümölcs és szőlőültetvények, valamint a környező dombokra telepített olajfák terméséből préselt olivaolaj bőséges hasznot hozott az ittenieknek. A falu régi olajprés malma a „Torać” 1897 körül épült.
1857-ben 488, 1910-ben 548 lakosa volt. A település 1918-ig az Osztrák–Magyar Monarchia része volt, majd olasz uralom alá került. 1943-ban átmenetileg horvát és jugoszláv egységek szabadították fel. A német megszállás 1943-tól 1945-ig tartott. 1945 és 1990 között Jugoszlávia része volt, majd az önálló horvát állam megalakulása után Horvátország része lett. 2011-ben 164 lakosa volt. A mezőgazdaságon és a halászaton kívül az utóbbi időkben egyre inkább a turizmus és az olivaolaj jelenti a fő bevételi forrást. Itt található a Betanija lelki központ, ahol az egész világról összegyűlt hívő emberek találkozhatnak. Itt született a jelenlegi krki püspök Valter Župan is.

## Lakosság
| Lakosság változása | Lakosság változása | Lakosság változása | Lakosság változása | Lakosság változása | Lakosság változása | Lakosság változása | Lakosság változása | Lakosság változása | Lakosság változása | Lakosság változása | Lakosság változása | Lakosság változása | Lakosság változása | Lakosság változása | Lakosság változása |
| ------------------ | ------------------ | ------------------ | ------------------ | ------------------ | ------------------ | ------------------ | ------------------ | ------------------ | ------------------ | ------------------ | ------------------ | ------------------ | ------------------ | ------------------ | ------------------ |
| 1857               | 1869               | 1880               | 1890               | 1900               | 1910               | 1921               | 1931               | 1948               | 1953               | 1961               | 1971               | 1981               | 1991               | 2001               | 2011               |
| 488                | 491                | 505                | 517                | 502                | 548                | 552                | 427                | 290                | 252                | 244                | 133                | 93                 | 136                | 150                | 164                |

## Nevezetességei
- Szent Miklós püspök tiszteletére szentelt plébániatemploma a 16. században épült, mai formáját az 1908-ban történt átépítés során kapta. A bejárat felett az azt megelőző átépítés dátuma 1784 olvasható. Harangtornyát 1923-ban építették. A templom mellett található a falu temetője.
- A falu régi, a mai napig fennmaradt olajprésmalma[4] 1897 körül épült. A nyári hónapokban nyitva van a látogatók számára is.

## Híres emberek
Itt született 1938-ban Valter Župan krki püspök.